# Grifton
Grifton is een plaats (town) in de Amerikaanse staat North Carolina, en valt bestuurlijk gezien onder Lenoir County en Pitt County.

## Demografie
Bij de volkstelling in 2000 werd het aantal inwoners vastgesteld op 2073.
In 2006 is het aantal inwoners door het United States Census Bureau geschat op 2186, een stijging van 113 (5,5%).

## Geografie
Volgens het United States Census Bureau beslaat de plaats een oppervlakte van
4,4 km², geheel bestaande uit land. Grifton ligt op ongeveer 8 m boven zeeniveau.

## Plaatsen in de nabije omgeving
De onderstaande figuur toont nabijgelegen plaatsen in een straal van 20 km rond Grifton.